# パリ条約 (1796年8月)
パリ条約（パリじょうやく、ドイツ語: Pariser Frieden）は1796年8月に締結された、第一次対仏大同盟においてヴュルテンベルク公国、バーデン辺境伯領とフランス第一共和政が単独講和した条約。

## フランスとヴュルテンベルク
1796年、ジャン・ヴィクトル・マリー・モロー率いるフランス軍はヴュルテンベルク公国に侵攻した。ヴュルテンベルク公フリードリヒ2世オイゲンはオーストリア軍が敗北した後、バーデンで停戦協定を結び、神聖ローマ帝国軍からヴュルテンベルク軍を引き上げるとともに4百万フローリンの賠償金を支払った。8月7日にはパリで正式な和約を締結し、モンベリアルを放棄する代わりに後にフランスから賠償金が支払われること約束に取り付けた。
条約は下記の条項も含まれた。
- ヴュルテンベルクは厳正中立を維持する。たとえ帝国諸侯としての援助を要求されても中立を維持する。
- フランス亡命者のヴュルテンベルクからの強制退去。
- 双方に対する戦争行為の停止。
- フランス軍のヴュルテンベルク領における自由通過。
- ヴュルテンベルクはフランスがライン川左岸における領地を完全に占有するため、およびイタリアを神聖ローマ帝国への隷属から脱させるための援助をする。
- 8百万フランの賠償金の支払い。
- 後に決定される補給（Naturallieferungen）の提供。

秘密条項として、ヴュルテンベルクがモンベリアルを放棄する代償にシュヴァーベン・クライスの聖界諸侯領のいくつかを得ることが決められた。
フリードリヒ2世オイゲンは1797年に死去、公位を継承した息子フリードリヒ3世はこれらの条項による負担が重すぎるとして、第二次対仏大同盟でも大同盟側で参戦した。しかしモローは1800年にヴュルテンベルクを再び占領、放火した。結局、1802年のパリ条約では1796年の条約が再確認されるだけでなく、ライン左岸の領地を完全に放棄することを余儀なくされた。

## フランスとバーデン
モローが南西ドイツを侵攻したとき、バーデン辺境伯領も侵攻を免れることはできなかった。1796年7月6日、バーデン辺境伯カール・フリードリヒはアンスバッハへ逃亡、25日にはシュトゥットガルトで停戦協定が合意された。バーデンの全権大使ジギスムント・フォン・ライツェンシュタインは8月25日にパリでフランスと単独講和した。バーデンはライン左岸の領地とケール要塞の割譲、2百万スイス・フランの賠償金支払い、そして大量の補給の提供を余儀なくされた。カール・フリードリヒは帝国諸侯としての援助をせずに中立を維持することも定められ、また教会の財産の没収とライン右岸の曳舟道がフランスに割譲されることも決定された。
9月2日にはオーストリア軍がバーデンに侵攻したため、カール・フリードリヒは単独講和の批准を拒否した。しかし、結局1797年12月15日、ラシュタット会議の直前に元の条約のまま締結された。